# Matthias Bauernfeind
Matthias Bauernfeind (* 6. September 1984 in Freiburg im Breisgau) ist ein deutscher Politiker (CDU). Er ist designierter Oberbürgermeister von Bühl. Seit 2015 ist er Bürgermeister von Oberwolfach.

## Leben
Bauernfeind legte 2002 in Freiburg die Mittlere Reife ab. 2004 erwarb er als staatlich geprüfter Wirtschaftsassistent die Fachhochschulreife. 2008 schloss er ein Studium zum Diplom-Verwaltungswirt (FH) ab. Anschließend war er von 2008 bis 2010 in der Rechts- und Fachaufsicht im allgemeinen Ausländerrecht beim Regierungspräsidium Freiburg tätig. Von 2010 bis 2015 war er Geschäftsführer für neun Kindergärten bei der Verrechnungsstelle für katholische Kirchengemeinden in Villingen.
Am 21. Juni 2015 wurde Bauernfeind mit 53,9 Prozent der Stimmen zum Bürgermeister von Oberwolfach gewählt. Er trat das Amt am 1. August 2015 an. Am 18. Juni 2023 wurde er mit 91,7 Prozent der Stimmen für eine zweite Amtszeit wiedergewählt.
Am 6. Juli 2025 wurde Bauernfeind mit 71,1 Prozent der Stimmen zum Oberbürgermeister von Bühl gewählt. Er folgt Hubert Schnurr nach und soll das Amt am 1. Oktober 2025 antreten.
Bauernfeind ist Mitglied der CDU. Er ist Vater dreier Töchter.